# كريستيان سانتاماريا
كريستيان سانتاماريا (بالإسبانية: Christian Santamaría)‏ هو لاعب كرة قدم هندوراسي في مركز الوسط، ولد في 20 ديسمبر 1972 في لا سيبا في هندوراس. شارك مع منتخب هندوراس لكرة القدم. أما مع النوادي، فقد لعب مع نادي أكويلا ونادي بلاتنسي ونادي كارتاهينيس ونادي ميلوناريوس.

## وصلات خارجية
- كريستيان سانتاماريا على موقع الاتحاد الدولي (مؤرشف)  (الإنجليزية)
- كريستيان سانتاماريا على موقع قاعدة بيانات كرة القدم.إي يو (الإنجليزية)
- كريستيان سانتاماريا على موقع ناشيونال فوتبول تيمز (الإنجليزية)